# マレイルピルビン酸イソメラーゼ
マレイルピルビン酸イソメラーゼ(Maleylpyruvate isomerase、(EC 5.2.1.4)は、以下の化学反応を触媒する酵素である。
3-マレイルピルビン酸{\displaystyle \rightleftharpoons }3-フマリルピルビン酸
従って、この酵素の基質は3-マレイルピルビン酸のみ、生成物は3-フマルピルビン酸のみである。
この酵素は、異性化酵素、特にシス‐トランスイソメラーゼに分類される。系統名は、3-マレイルピルビン酸 cis-trans-イソメラーゼ(3-maleylpyruvate cis-trans-isomerase)である。この酵素はチロシンの代謝に関与している。

## 構造
2007年時点で、この酵素の2つの構造が解かれている。蛋白質構造データバンクのコードは、2NSFと2NSGである。